# توپیرامات
توپیرامات (به انگلیسی: Topiramate)
رده درمانی: مشتق کاربامات .
توپیرامات ( با مارک تجاری Topamax ) از داروهای روانپزشکی ابتدا به عنوان یک داروی ضدتشنج طراحی شد . بعدها معلوم گشت که در درمان انواع اختلالات روانی و عارضه های نورولوژیک مفید واقع می شود ، از جمله در پیشگیری از میگرن ، درمان چاقی ،  ترک سیگار، اختلالات مربوط به خواب، بولیمیا ، بینج ایتینگ ، و اعتیاد به الکل .
اشکال دارویی: قرص

## موارد مصرف
درمان تشنج و صرع.در تشنجات پارشیال ، تشنجات تونیک، کلونیک ژنرالیزهٔ اولیه در بزرگسالان و کودکان با سن بالاتر از ۲ سال، انواع سندرم‌های صرعی، پیشگیری از حملات میگرن و درمان اختلالات دو قطبی، افسردگی، اسکیزوفرنی،PTSD و اختلالات مربوط به خورانش eating disorder مصرف می‌شود.
قرص توپیرامات سلول های عصبی پر کار مغز که باعث ایجاد میگرن می شوند را آرام می کند و مقدار مصرف آن یک بار در روز است و مدت درمان حملات میگرنی حدود 1 ماه می باشد. البته در برخی افراد 2 تا 3 ماه طول می کشد

## مکانیسم اثر
مکانیسم اثر این دارو به‌طور دقیق شناخته نشده‌است. مهار کانال‌های سدیمی حساس به ولتاژ در نورون‌های مغزی، مهار آزاد سازی اسیدهای آمینه تحریکی مانند گلوتامات در مغز و مهار گیرنده‌های نوع کاینیک اسید، افزایش میزان GABA در مغز، افزایش اثر مهاری نوروترانسمیتر GABA از طریق اتصال به گیرنده هایGABA A ، مهار اختصاصی ایزوآنزیم‌های کربنیک انهیدراز و مهار کانال‌های کلسیمی نوع L از مکانیسم‌های پیشنهادی در خصوص عملکرد دارو می‌باشد .

## عوارض جانبی
تب" تهوع و استفراغ، یبوست، اسهال، پارستزی، اختلالات شناختی، سردرد، سرگیجه، آتاکسی، خواب آلودگی، ضعف، ریزش مو ،تاری دید، دوبینی، نیستاگموس، کاهش اشتها، کاهش وزن، سنگ‌های کلیه، استئومالاسی.
از عوارض نادر دارو می‌توان به اسیدوز متابولیک، هیپرترمی، گلوکوم حاد، الیگوهیدروز و تضعیف مغز استخوان اشاره کرد.
اختلال قاعدگی و تاثیر توپیرامات بر قاعدگی یکی از عوارض جانبی احتمالی توپیرامات است و بهتر است اگر در زمان مصرف توپیرامات دچار تغییرات در قاعدگی خود شدید با پزشک خود مشورت کنید.

## تداخل دارویی توپیرامات
استفاده از توپیرامات با داروهای دیگری که باعث خواب آلودگی می شود ممکن است اثر داروها را بدتر کند و قبل از استفاده از داروهای خواب آور، شل کننده عضلات یا داروی اضطراب یا افسردگی با پزشک خود مشورت کنید.
برخی از داروهایی که با توپیرامات تداخل دارند شامل:
- استازولامید
- زونیسامید
- والپروئیک اسید
- قرص های جلوگیری ازبارداری